# تلمبه باقری (مرودشت)
تلمبه باقری یک منطقهٔ مسکونی در ایران است که در دهستان رحمت واقع شده‌است.